# 클리어리 가틀립

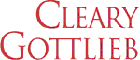

클리어리 가틀립(Cleary Gottlieb Steen & Hamilton LLP)은 1946년에 설립된 미국계 다국적 대형 로펌이다. 뉴욕 시에 본사들 두고 있으며 워싱턴 D.C., 홍콩, 베이징, 런던, 로마, 밀라노, 브뤼셀, 모스크바, 프랑크푸르트, 쾰른, 파리, 부에노스 아이레스, 상파울로, 아부 다비와 서울에 지사가 있다.

### KT가 진행하고 있는모로코마록텔레콤 인수
인수규모가 10조원에 달할 것으로 예상된다.

## 참고 문헌
- 가장 일 맡기고 싶은 외국 로펌은 클리어리 가틀립, 클리포드 챈스 IP, 국제중재, M&A 등 분야마다 선호 갈려 서울사무소 개설 이점 아직 나타나지 않아 2012-11-23
- 클리어리 "美상장기업 포함 깜짝 해외 M&A 등장할 것" 마켓인사이트  2013-04-04[깨진 링크(과거 내용 찾기)]
- 대기업 네트워크 강점 "발행사 자문은 나의 것" 이용국 클리어리 가틀립 대표 변호사 2013.02.25